# Carl Weiss
Carl Austin Weiss (Baton Rouge, 6 december 1906 - aldaar, 8 september 1935) was de vermeende moordenaar van senator Huey Long. In Louisiana werd hij beschouwd als een veelbelovend arts.

## Loopbaan
Carl Austin Weiss werd op 6 december 1906 geboren in Baton Rouge (Louisiana). In 1925 studeerde hij af in geneeskunde en vertrok voor postdoctorale werkzaamheden naar Wenen, Oostenrijk. In 1932 keerde Carl terug naar zijn geboortestad en begon daar een artsenpraktijk. In 1933 trouwde hij met Yvonne Louise Pavy. Het echtpaar kreeg in 1934 een zoon: Carl Austin Weiss jr.

## Anti Huey Long
De arts had een grote hekel aan de omstreden senator (en ex-gouverneur) Huey Long. Weiss had in Oostenrijk de opkomst van het fascisme meegemaakt en vreesde dat Louisiana hetzelfde zou overkomen. Bovendien was Weiss de schoonzoon van rechter Benjamin Henry, die het voortdurend aan de stok had met Huey Long. Zijn rechterlijke baan stond in 1935 op de tocht door een herindeling van districten.

## De aanslag op Huey Long
Op 8 september 1935 verscheen Carl Weiss in het capitool van Baton Rouge. Hij zou op Huey Long zijn afgestapt en hem van dichtbij met een pistool hebben vermoord. Weiss werd meteen daarna doodgeschoten door Longs lijfwachten. Of Carl Weiss de moordenaar is geweest, is niet met zekerheid te zeggen. Het wordt namelijk niet uitgesloten dat Huey Long per ongeluk is neergeschoten door zijn lijfwachten. Voorts hebben de twijfelachtige lijkschouwingen van Carl Weiss en Huey Long bijgedragen aan complottheorieën. Sommige aanhangers van Huey Long, onder wie zijn vertrouweling Gerald Lyman Kenneth Smith, meenden zelfs dat het Witte Huis deze moord had georganiseerd.

## Trivia
- Antisemitische bewegingen beweren dat Carl Weiss een jood zou zijn. Dit misververstand berust op zijn achternaam. Weiss had echter geen joodse achtergrond; hij was van rooms-katholieken huize.